# هزراسب
هزراسب (الفارسية: هزار اسپ، وتعني "ألف حصان")، هي مستوطنة حضرية في أوزبكستان، وهي المركز الإداري لمقاطعة هزراسب. يبلغ عدد سكانها 18,800 نسمة (2016). تقع على رأس دلتا نهر جيحون جنوب بحر الآرال.
كانت المدينة مركزًا تجاريًا مهمًا خلال العصور الوسطى. تعرضت البلدة خلال تاريخها لمعارك مختلفة؛ بين السلطان الغزنوي محمود الغزنوي والحاكم المأموني أبو الحارث محمد المأموني عام 1017؛ بين السلطان السلجوقي أحمد سنجار والحاكم الخوارزمي أتسز عام 1147؛ وبين الحاكم الخوارزمي محمد الثاني والحاكم الغوري معز الدين محمد. دُمرَت المدينة نهائيا خلال الغزوات المغولية.
أُعيد بناء المدينة في وقت لاحق، ولم تحتفظ إلا ببعض أهميتها. وقد أصبحت فيما بعد معقلًا للعرب الشاهديين المغوليين، كما استُخدمت أيضًا كمقر إقامة لأمراء العرب الشاهديين. استولى عليها الروس خلال حملة خيوان عام 1873. ظلت المدينة باقية حتى يومنا هذا، وهي اليوم جزء من أوزبكستان. أُضيفَت إلى القائمة المؤقتة للتراث العالمي لليونسكو في كانون الثاني 2008، في الفئة الثقافية.